# 346. Infanterie-Division
La 346. Infanterie-Division fu una divisione dell'esercito tedesco attiva durante la seconda guerra mondiale che venne creata nel 1942 e fu schierata lungo il fronte occidentale dove fu distrutta nel 1945. 

## Storia
Formazione e teatri operativi
Formata il 21 settembre 1942 a Bad Hersfeld e svolse compiti di guarnigione e occupazione in Francia, la divisione era formata da 2 reggimenti ed ognuno di questi di questi aveva 3 battaglioni, una compagnia di cacciacarri leggeri e medi, uno squadrone di biciclette ed una compagnia di lanciagranate pesanti per un totale di 16 compagnie per reggimento.Inizialmente fu inviata a Saint-Malo, ma venne poi spostata a Le Havre. Nel 1944, dopo lo sbarco in Normandia venne coinvolta in diversi scontri contro gli alleati, subendo gravi perdite nella sacca di Falaise. La divisione fu distrutta nell'agosto del 1944 e i resti si ritirarono nei Paesi Bassi, dove venne ristabilita nel dicembre del 1944 con i resti della vecchia divisione e di altre divisioni. Durante il 1945, nei Paesi Bassi prese parte a diverse battaglie difensive e verso la fine della guerra si arrese all'esercito britannico presso Arnhem.

## Ordine di battaglia
346. Infanterie-Division 1942
- Festungs-Infanterie-Regiment 857
- Festungs-Infanterie-Regiment 858
- Artillerie-Regiment 346
- Pionier-Bataillon 346
- Divisions-Nachrichten-Abteilung 346
- Divisions-Nachschubführer 346

346. Infanterie-Division 1944
- Grenadier-Regiment 857
- Grenadier-Regiment 858
- Füsilier-Bataillon 346
- Artillerie-Regiment 346
- Pionier-Bataillon 346
- Panzerjäger-Abteilung 346
- Schnelle Abteilung 346
- Divisions-Nachrichten-Abteilung 346
- Divisions-Nachschubführer 346

## Decorazioni
Alcuni soldati della 346. Infanterie-division furono premiati per le loro azioni in guerra:
- Croce Tedesca
  - in oro: 2
- Croce di Cavaliere della croce di ferro: 1

## Comandanti
- Generalleutnant Erich Diestel (1º ottobre 1942 - 16 ottobre 1944)
- Generalleutnant Walter Steinmüller (16 ottobre 1944 - 1º febbraio 1945)
- Generalmajor Gerhard Linder (1º febbraio 1945 - maggio 1945)